# جاده ئی۳۳ اروپا
جاده ئی۳۳ اروپا (به انگلیسی: European route E33) یکی از جاده‌های اصلی قاره اروپا است که در کشور انگلستان قرار دارد.
این جاده که از شهر پارما شروع شده، در شهر لا اسپتزیا به پایان می‌رسد و مسافت آن ۱۲۴ کیلومتر است.